# Eois muscularia
Eois muscularia är en fjärilsart som beskrevs av Paul Dognin 1900. Eois muscularia ingår i släktet Eois och familjen mätare. Inga underarter finns listade i Catalogue of Life.